# Centre de formation, de perfectionnement et d'assistance
Pour les articles homonymes, voir CFPA.
Le Centre de formation, de perfectionnement et d'assistance (ou CFPA) est un organisme de formation français spécialisé pour le secteur public. Il propose des stages inter collectivités, des formations sur site, des journées d’actualité et des séminaires thématiques pour chacun des domaines suivants :
- Achats et Marchés publics ;
- Gestion comptable et financière ;
- Fonction publique - Management - Efficacité professionnelle ;
- Urbanisme – environnement ;
- Services publics locaux.

Le CFPA propose aussi une assistance et des missions de conseils pour les acheteurs publics en matière de préparation, de réalisation et de suivi des opérations liées à la commande publique.